# Hotel Plaza (Nuevo México)
El Hotel Plaza (en inglés: Plaza Hotel) es un hotel en Las Vegas, Nuevo México. Fue inaugurado como hotel de lujo para la ciudad en auge en 1882. Desde entonces, ha tenido una historia compleja. Ahora se le protegido como parte del Registro Nacional de Lugares Históricos .
El Hotel Plaza está en el lado norte de la antigua plaza de la ciudad de Las Vegas, originalmente un área donde estaban estacionados los vagones. La ciudad fue fundada en la década de 1830. Durante la Guerra México- estadounidense, en 1846 Stephen Kearny dio un discurso en la plaza en la que proclamó que Nuevo México era parte de los Estados Unidos.
En 1982 el hotel fue restaurado por los nuevos propietarios, dándole treinta y seis habitaciones y un comedor. 